# 萩原あさ美
萩原 あさ美（はぎわら あさみ）は、日本の漫画家・イラストレーター。女性。

## 経歴
幼少期から絵を描くことが得意で、小学生の時にはPhotoshopを使ってパソコンでイラストを描いていた。20歳頃よりイラストレーターの活動を始め、フリーペーパー・ムック本・ソーシャルゲームなどのイラストを制作した。
2013年、ウェブ漫画サイト「スーパーダッシュ&ゴー!」に『B級シネマ少女組inグラインドハウス』を掲載し、漫画家デビュー。2019年から2020年まで『娘の友達』を連載。
本業の傍ら、同人サークル「ceremonica」を主宰している。

## 作品リスト
- B級シネマ少女組inグラインドハウス - デビュー作。萩原麻美名義。原作：渡辺恒造。『スーパーダッシュ&ゴー!』掲載
- バイバイ人類 - 原作：渡辺恒造。『少年ジャンプ+』（集英社）2016年2月28日 - 2017年9月24日連載。全5巻
- 娘の友達 - 『コミックDAYS』（講談社）2019年4月18日 - 2020年12月24日連載。全7巻
- 編集の一生 - 『ビッグコミックスペリオール』（小学館）2022年2号 - 休載中。